# Kukunariés

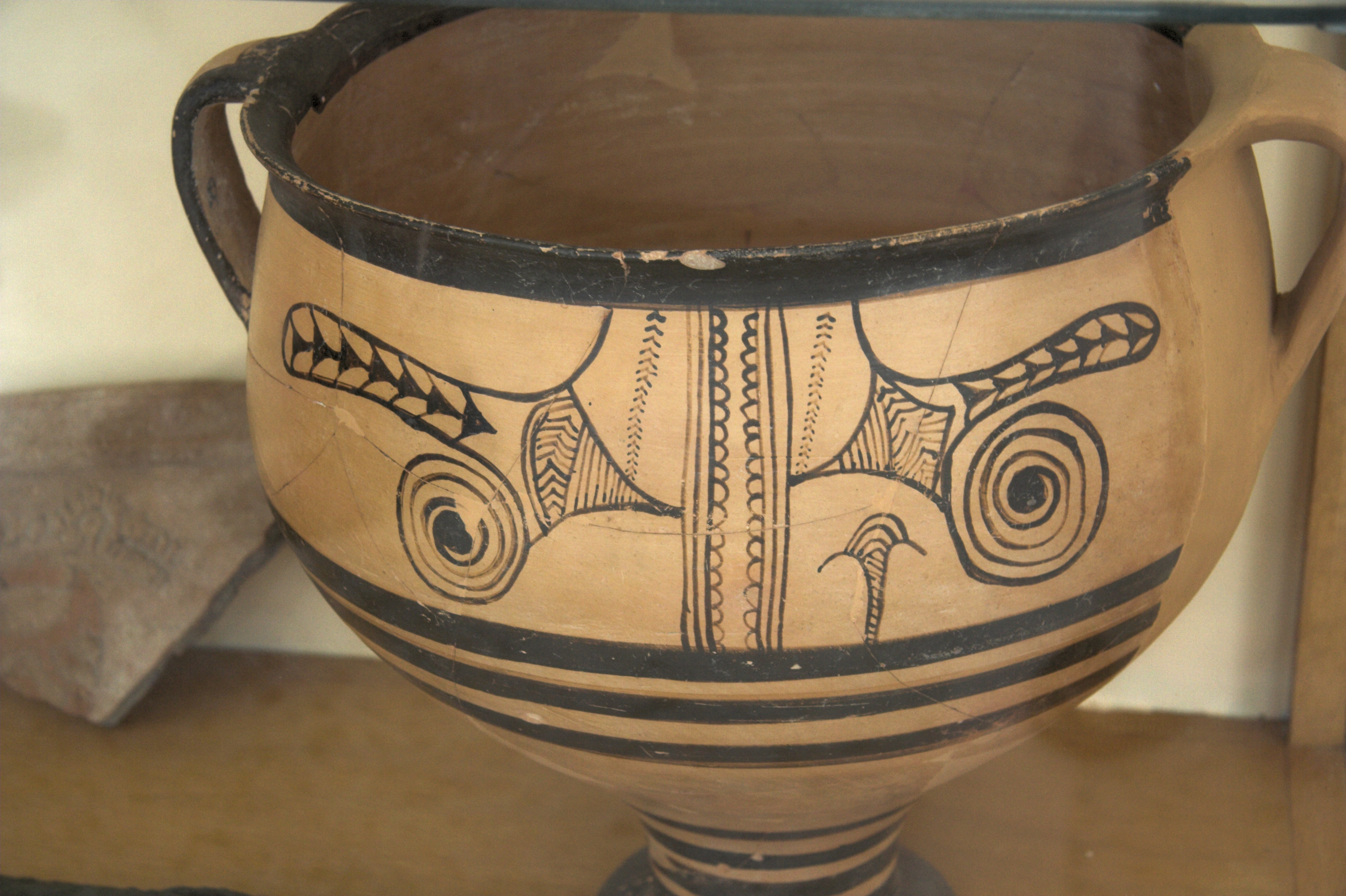
Cratera micénica hallada en Kukunaries, Museo Arqueológico de Paros.

Kukunariés (en griego, Κουκουναριές) es un yacimiento arqueológico del norte de la isla de Paros (Grecia). Se encuentra en una colina situada junto a la bahía de Naúsa.
Las excavaciones y trabajos de preservación de las ruinas tuvieron lugar entre 1976 y 1992, bajo la dirección de Dimitris Skilardi. No obstante, previamente ya se habían realizado investigaciones arqueológicas en la bahía de Naúsa.

## Historia
El lugar estuvo habitado desde el V milenio hasta el periodo arcaico temprano (siglo VII a. C.), aunque no de manera continuada, ya que fue abandonado durante unos 12 siglos, entre el periodo cicládico II y el periodo micénico IIIC. La reocupación se produjo tras la caída de los palacios micénicos, a principios del siglo XII a. C.. En esa época, posiblemente un grupo de fugitivos micénicos procedentes del continente se instaló en un edificio de carácter palaciego, que fue construido en la acrópolis, y fortificó el lugar hasta que fue destruido alrededor del 1150 a. C.  
El lugar continuó habitado posteriormente, pues se han hallado algunos vestigios del periodo submicénico y restos de asentamientos de los periodos protogeométrico —que indican relaciones del sitio con Atenas— y geométrico. Después, un terremoto provocó otra destrucción a fines del siglo VIII a. C., pero se creó otro asentamiento con las características de una pequeña ciudad, que contaba con un templo de Atenea. Sin embargo, tuvo poca duración, ya que fue abandonado a mediados del siglo VII a. C., aunque el templo de Atenea continuó en uso hasta el siglo III a. C.
El yacimiento presenta restos de los periodos Neolítico tardío, cicládico temprano, micénico tardío, Protogeométrico, Geométrico y Arcaico. 
Entre estos restos, destaca la acrópolis micénica del siglo XII a. C., donde se han hallado numerosos recipientes, armas de bronce, objetos de cristal, esteatita, marfil, cobre, esqueletos de personas, de caballos y otros animales. También son destacables los asentamientos de los períodos geométrico y arcaico, un edificio que posiblemente fue un lugar de realización de simposios, el ágora y el templo de Atenea (fechado hacia el 700 a. C.).